# Philippe de Croÿ (1562-1612)
Pour les articles homonymes, voir Philippe de Croÿ.
Philippe de Croÿ (1562 - 4 février 1612), comte de Solre, est un homme d'État des Pays-Bas espagnols.

## Biographie
Philippe de Croÿ est le fils de Jacques III de Croÿ (ru), seigneur de Sampy, et de Yolande de Lannoy, dame de Molembe y Solre.
Il fut seigneur de Solre, Molembe, Beaufort, Sampi, Aven, Condé, Villein, Tourcoing et Corois, et aussi pair du Cambrésis.
Il occupa les fonctions de capitaine des tireurs des gardes du corps du roi d'Espagne aux Pays-Bas, membre des conseils d'état et militaire des archiducs Albert et Isabelle (probablement à partir de 1595), écuyer en chef des Pays-Bas, gouverneur et grand bailli de Tournai et de Tournaisis. Dans sa dernière qualité, il prêta serment au stathouder des Pays-Bas, Alexandre Farnèse, duc de Parme, le 27 janvier 1591.
Le 3 novembre 1592, la seigneurie de Solre-le-Château (Solre-le-Château) en Hainaut est élevée au rang de comté par le roi Philippe II.
Les 18 et 19 janvier 1594, il participa à l'assemblée des principaux seigneurs du pays, qui discutèrent des propositions de l'archiduc Ernest d'Autriche pour corriger la situation aux Pays-Bas.
En 1595, le nouveau stathouder, le comte de Fuentes, lance une invasion de la France tandis que le colonel Mondragon menace les Hollandais. Les Espagnols prennent Le Catelet et Doullens, et assiègent Cambrai. Le Comte de Solre participa à l'expédition et sa compagnie pendant le siège était située dans le quartier Thon-Saint-Martin. Il participa également à la prise de la ville et de la citadelle en août 1595.
Le 23 janvier 1596, il rencontre le nouveau gouverneur, Albert d'Autriche, à la frontière des Pays-Bas, qu'il escorte à Bruxelles. Lors de la campagne de cette année-là, il fut l'un des deux otages garantissant les conditions de reddition de Hulst, signées par Albert avec le commandant de cette place, le comte de Solms (18 août 1596).
Le 5 septembre 1596, il participe à la bataille de Saint-Paul, où les Espagnols sont vaincus, et le maréchal Biron capture le gouverneur de l'Artois, le marquis de Varambon.
À l'automne 1597, il commande 1 500 cavaliers lourdement armés de l'avant-garde de l'armée du stathouder, qui vient en aide à Amiens, capturée par les Espagnols puis assiégée par Henri IV.
En 1598, Philippe de Croy est envoyé par les États généraux en Espagne pour féliciter Philippe II à l'occasion du mariage de l'Infante.
En 1599, il reçut le titre de chevalier de l'Ordre de la Toison d'or.
Il joua un certain rôle dans les États généraux de 1600, mais ne fut pas une figure politique du premier plan.
Lors de la campagne de 1601, il faillit mourir, étant envoyé avec une centaine de cavaliers en Westphalie, pour rencontrer les dirigeants allemands. Près de Lingen, le détachement est pris en embuscade par quarante cavaliers protestants et mis en fuite, perdant une partie des tués et trois douzaines de prisonniers. Le comte de Solre est blessé et parvient de justesse à s'enfuir. L'année suivante, sous le commandement d'Ambrogio Spinola, il se bat avec les Hollandais de Maurice de Nassau.
En 1605, il fut envoyé par Albert et Isabelle en mission spéciale en Espagne auprès du roi Philippe III et de son premier ministre, le duc de Lerme, ce qui, selon l'historien belge Victor Brants, donna au comte de Solre l'occasion d'entrer dans l'Histoire (une « physionomie historique »).
En 1611, il représenta Albert au mariage du roi Matthias de Hongrie à Vienne. Il décède en revenant d'Allemagne.

## Mariages et descendance
Il épouse en premières noces (en décembre 1582), Anne de Beauffort (décédée le 26 mars 1588), dame de Beaufort et Ransard, fille unique et héritière du baron Philippe de Beaufort, seigneur de Rume, et de Madeleine de Lamarck. Elle apporta en dot les riches seigneuries de Beaufort en Artois, Rum, Ransard, Willem, et autres.
Ils eurent pour enfants :
- Alexandre de Croÿ (mort en 1604), comte de Solre, capitaine des gardes du roi d'Espagne, resté célibataire ;
- Jean de Croÿ (14 février 1588-1640), comte de Solre. Épouse : (Marie-)Jeanne de Lalin (Lalaing) (1588-1649), Dame de Ranti, fille d'Emmanuel-Philibert de Lalaing, seigneur de Montigny, et d'Anne de Croÿ, marquise de Ranti ;
- Charlotte de Croÿ ;
- Jeanne de Croÿ.

Il épouse en secondes noces le 30 juin 1592, Anne de Croÿ (décédée le 13 mai 1608), marquise de Ranti, fille de Guillaume III de Croÿ (1527-1565), marquis de Ranti, et Anne de Renesse (1535-1586), veuve d'Emmanuel-Philibert de Lalaing, seigneur de Montigny.
Ils eurent pour enfants :
- Charles-Philippe-Alexandre de Croÿ (décédé le 23 novembre 1640), marquis de Ranti, duc d'Avray. Épouse (13 octobre 1627) : Marie-Claire de Croy (1605 - 24 septembre 1664), marquise d'Avre, fille de Charles-Alexandre de Croÿ, marquis d'Avre, et de Yolande de Lin ;
- Anna de Croÿ, baronne van Pamel. Époux 1) : Robert de Saint-Omer, comte de Morbec ; 2) (13 octobre 1627) : Claude d'Augny, comte de Cupigny (mort en 1640) ;
- Eugène-Isabelle-Clara de Croÿ. Époux (1625) : Louis de Mailly, seigneur de Chemery.

Enfin en troisièmes noces, il épouse (par contrat du 25 janvier 1609), Guillemette de Coucy (décédée en décembre 1630), dame de Chemery, fille de Jacques II de Coucy, seigneur de Vervin, et d'Antoinette d'Augny-de-Chon, veuve de Louis II de Mailly, Señora de Rumesnil.
Ils eurent pour enfants :
- Claude de Croÿ, vicomte de Langle ;
- Philippe-François de Croÿ (mort en 1650), duc d'Avray. Épouse 1) (1635) : Marie-Madeleine de Bayeul, fille du comte Maximilien de Bayeul et de Catherine de Lalen ; 2) (1er mai 1643) : Marie-Claire de Croy (1605 - 24 septembre 1664), marquise d'Avre, fille de Charles-Alexandre de Croy, marquis d'Avre, et de Yolande de Lin.

## Armoiries
| Blason | Blasonnement : Écartelé : aux 1 et 4, d'argent, à trois fasces de gueules (de Croÿ) ; aux 2 et 3, d'argent, à trois doloires de gueules, les deux du chef adossées (Renty) ; sur le tout écartelé, aux 1 et 4, d'or au lion de sable (Flandre) ; aux 2 et 3, losangé d'or et de gueules (Craon). |